# 関西ジュニア青春バス
関西ジュニア青春バス（かんさいジュニアせいしゅんバス）は、サンテレビで、2008年4月5日から9月27日に放送されていたバラエティ番組である。兵庫県内の『料理や、製品作りなどを実際に体験する』旅番組。ハイビジョン制作。
出演者全員が、兵庫県出身である。

## 出演
- 関西ジャニーズJr.
  - 濵田崇裕（BOYS）
  - 佐竹滉輝（OSSAN）
  - 千崎涼太（OSSAN）

## スタッフ
- 構成：プランニングエッグ
- 撮影：ユニオンクルーズ
- タイトル：荘司哲也、苅谷圭
- スタイリスト：田村徳子（masse）
- メイク：伊藤聡美
- 編集：尾崎広道、小坂智子
- MA：曹淳英
- ディレクター：北野光明（サン神戸映画社）
- プロデューサー：瀬川均（SUN-TV）、山田義之（カジュアルプラン）、西村文雄（サン神戸映画社）
- 協力：ジャニーズ事務所 ／ TRINO、カジュアルプラン、動画堂、MK観光バス
- 制作協力：サン神戸映画社
- 制作著作：サンテレビジョン

## 放送内容
| 放送日  | ロケ地等     | ロケ地等                                             | 備考 |
| ------- | ------------ | ---------------------------------------------------- | ---- |
| 4月5日  | 神戸市       | 神戸モザイク 神戸コンチェルト                        |      |
| 4月12日 | 神戸市       | 須磨海浜水族園                                       |      |
| 4月19日 | 篠山市       | 丹波立杭焼 陶芸体験                                  |      |
| 4月26日 | 篠山市       | お菓子の里丹波                                       |      |
| 5月3日  | 姫路市       | 姫路菓子博                                           |      |
| 5月10日 | 淡路市       | カーネーション 吹き戻し                              |      |
| 5月17日 | 姫路市       | 姫路セントラルパーク                                 |      |
| 5月24日 | 南あわじ市   | 体験民宿きたや タマネギ                              |      |
| 5月31日 | 神戸市       | モンベル ミオール チョコナッツ                       |      |
| 6月7日  | 神戸市       | ヘアサロンケア 神戸ボウリング倶楽部                  |      |
| 6月14日 | 明石市       | 魚の棚 魚兵 明石乗馬協会                             |      |
| 6月21日 | 明石市       | 明石焼き ゴ 明石市立天文科学館                       |      |
| 6月28日 | 尼崎市       | ホビスタ 千鳥屋                                      |      |
| 7月5日  | 伊丹市       | 伊丹市昆虫館 伊丹市立ローラースケート場 ペットシティ |      |
| 7月12日 | 西宮市       | 写真屋FRAME マリンブティクJIB                        |      |
| 7月19日 | 宝塚市       | 手塚治虫記念館 ファンキーナイトTKF                   |      |
| 7月26日 | 西宮市       | リゾ鳴尾浜 ミオール                                  |      |
| 8月2日  | 尼崎市       | マサゴ楽器 沖縄エイサー硫鼓会                        |      |
| 8月9日  | 神戸市垂水区 | マリンピア神戸                                       |      |
| 8月17日 | 神戸市中央区 | UCCコーヒー博物館 神戸花鳥園                         |      |
| 8月23日 | 神戸市北区   | 神戸市立フルーツフラワーパーク                       |      |
| 8月30日 | 神戸市中央区 | 日本デコデニスト協会 グレイシーバッハ日本総本部      |      |
| 9月6日  | 大阪市       | 千鳥屋船場店 どやさっ 梅田バッティングドーム         |      |
| 9月13日 | 西宮市       | 西宮神社 戎座人形芝居館                              |      |
| 9月20日 | 神戸市灘区   | 六甲山カンツリーハウス ホール・オブ・ホールズ六甲    |      |
| 9月20日 | 神戸市北区   | 有馬温泉 有馬玩具博物館                              |      |